# Photinia komarovii
Photinia komarovii là loài thực vật có hoa trong họ Hoa hồng. Loài này được (H. Lév. & Vaniot) L.T. Lu & C.L. Li mô tả khoa học đầu tiên năm 2000.